# 조춘 (드라마)
《조춘》은 1982년 2월 13일에 방영된 TV문학관이다.

## 줄거리
간호원 여주(김윤미)는 어머니가 세상을 떠난 뒤 권투도장에서 코치를 맡고 있는 아버지(신구)와 함께 단란하지만 단출한 살림을 꾸려가고 있다. 결혼적령기에 접어든 여주는 고모(사미자)가 소개하는 청년을 사귀는 것을 기피한다. 그녀가 마음에 두고 있는 대상은 같은 병원에 근무하는 홀아비 의사(박근형)인데...

## 출연
- 김윤미
- 신구
- 박근형
- 문창길
- 사미자
- 이치우
- 김보미
- 오중훈
- 민태원
- 하대경
- 방숙례
- 박승희
- 이주실
- 김봉근
- 지계순
- 이수연
- 유종근
- 김혜숙
- 박용식
- 곽정희
- 장희진
- 김순구
- 이형준
- 엄익선